# طلتروس مماثل
طلتروس مماثل (الاسم العلمي: Talitrus assimilis) هو نوع من المفصليات يتبع جنس الطلتروس من الفصيلة الطلتروسية.